# Czernikowo
Czernikowo – wieś w Polsce położona w województwie kujawsko-pomorskim, w powiecie toruńskim, w gminie Czernikowo, której jest siedzibą.
W latach 1954–1972 wieś należała i była siedzibą władz gromady Czernikowo. W latach 1975–1998 miejscowość administracyjnie należała do województwa włocławskiego.
Według Narodowego Spisu Powszechnego (III 2011 r.) liczyła 3038 mieszkańców. Jest największą miejscowością gminy Czernikowo.
Czernikowo położone jest na ziemi dobrzyńskiej.

## Części wsi
| SIMC    | Nazwa      | Rodzaj    |
| ------- | ---------- | --------- |
| 0861529 | Kępiacz    | kolonia   |
| 1031385 | Zajączkowo | część wsi |
| 1031391 | Zygmuntowo | część wsi |
| 1031400 | Żabowo     | część wsi |

## Historia
Dzieje Czernikowa są nieodłącznie związane z historią terenu, na którym leży, czyli Ziemi Dobrzyńskiej. Pierwsza wzmianka o wsi pochodzi z 1309 roku, lecz prawdopodobnie miejscowość istniała już wcześniej. Od XIV wieku aż do rozbiorów Polski Czernikowo wchodziło w skład województwa inowrocławskiego Korony Królestwa Polskiego. W 1366 roku podczas pożaru spłonął drewniany kościół pw. św. Mikołaja, na którego miejscu wybudowano gotycką świątynię. Kościół zachował gotyckie fundamenty oraz barokowe wnętrze.
Na ołtarzu głównym znajduje się niegdyś słynny z łask obraz Matki Boskiej Czernikowskiej. Następne przebudowy doprowadziły do powstania wielopoziomowego ołtarza głównego oraz dwóch naw bocznych. W okresie potopu szwedzkiego wieś została niemal całkowicie wyludniona na skutek głodu i epidemii. W położonym nieopodal Zębowie zachował się cmentarz epidemiczny ofiar cholery z lat 1658 i 1831. W końcu XVIII wieku Czernikowo i Steklin przeszły w ręce rodu Nałęczów. Hrabia Antoni Norbert Nałęcz obiecywał powstanie szkoły na stałe. Czernikowo, po ślubie Barbary Nałęczówny i Kwiryna Zielińskiego znalazło się w rękach Zielińskich, pobudowano dwór drewniany, podmurowany, który został zniszczony w 1945 roku. Natomiast w połowie XIX w. wybudowano ładny dwór późnoklasycystyczny w Steklinie, z aleją spacerową nad jezioro, z pięknym parkiem. 
Na mocy II rozbioru Polski w 1793 roku cała ziemia dobrzyńska z Czernikowem znalazła się przejściowo na obszarze zaboru pruskiego, co przyczyniło się do intensywnej kolonizacji niemieckiej ludnością wyznania ewangelicko-augsburskiego. Jednak już w 1807 roku wyzwoloną ziemię dobrzyńską z Czernikowem przyłączono do Księstwa Warszawskiego. Po okresie napoleońskim, w 1815 roku, wskutek postanowień kongresu wiedeńskiego, ziemia dobrzyńska z Czernikowem weszła w skład Królestwa Polskiego pod panowaniem Imperium Rosyjskiego (zabór rosyjski), administracyjnie znajdując się w granicach powiatu lipnowskiego należącego do guberni płockiej. W latach 1863–1864 (podczas powstania styczniowego) w okolicach Czernikowa miały miejsce potyczki polskich powstańców z wojskami rosyjskiego zaborcy, czyli wojskami carskimi. Po upadku powstania styczniowego nasiliła się rusyfikacja tych terenów wskutek represji popowstańczych. W 1915 roku, podczas I wojny światowej, administracja rosyjska z wojskami rosyjskimi opuściły teren Czernikowa i nastąpiło wkroczenie Niemców. W 1918 roku Czernikowo odzyskało upragnioną niepodległość i stało się częścią odrodzonego państwa polskiego, zostało włączone do województwa warszawskiego. W 1939 roku, po niemieckiej agresji na Polskę, Czernikowo zostało przyłączone do Rzeszy, a ludność polska zaznała prześladowań, wywózek oraz mordów. W okolicy działała jednak polska partyzantka. W styczniu 1945 roku do wsi wkroczyły oddziały Armii Czerwonej, co zakończyło okres okupacji niemieckiej.
Do 1956 roku Czernikowo było częścią powiatu lipnowskiego.

## Zabytki
- Kościół parafialny pw. św. Bartłomieja – został wzniesiony przez biskupów płockich około 1370 r. Pierwotnie gotycki. Remontowany i przypuszczalnie częściowo odbudowany w XVI wieku. W 1641 r. i w 1904 r. został przebudowany w stylu barokowym. W latach: 1719, 1798, 1880 i 1996 był odnawiany. Odnowienie z częściową regotyzacją miało miejsce w 1983 r. Wystrój i wyposażenie wnętrza kościoła przeważnie barokowo-ludowe, również główny ołtarz w tym stylu.
- Plebania – zbudowana w połowie XIX wieku. Murowana z cegły, otynkowana. Parterowa, z wejściem wgłębnym na osi. Wnętrze poprzedzane sienią. Dach siodłowy, kryty blachą.
- Cmentarz przykościelny – grzebalny do połowy XIX wieku. Po prawej stronie nawy na cegłach ryte inskrypcje nagrobne z 2. połowy XVI wieku i początku XVII wieku. Współcześnie obszar cmentarza splantowany z zachowanymi pojedynczymi nagrobkami.
- Cmentarz parafialny
- Przydrożny krzyż wotywny – wystawiony po 1946 r. Mieści się po prawej stronie szosy z Torunia do Lipna.
- Kapliczka przydrożna – wystawiona po 1945 r. Murowana z cegły, otynkowana i malowana. Usytuowana na niewielkiej skarpie przy ul. Targowej.

## Transport
Miejscowość jest obsługiwana przez linię kolejową nr 27 Nasielsk - Toruń Wschodni, na której znajduje się stacja Czernikowo. Stacja ta umożliwia mieszkańcom oraz podróżnym korzystanie z połączeń kolejowych w kierunku Nasielska i Torunia. Ponadto, przez Czernikowo przebiega droga krajowa nr 10.

## Oświata
- Przedszkole publiczne
- Szkoła podstawowa im. Krzysztofa Kamila Baczyńskiego
- Zespół Szkół im. Mikołaja Kopernika (gimnazjum i liceum)

## Wspólnoty wyznaniowe
- Kościół rzymskokatolicki:
  - parafia św. Bartłomieja z kościołem św. Bartłomieja.
- Świadkowie Jehowy:
  - zbór Czernikowo, (Sala Królestwa ul. Akacjowa 2A)[8].

## Galeria

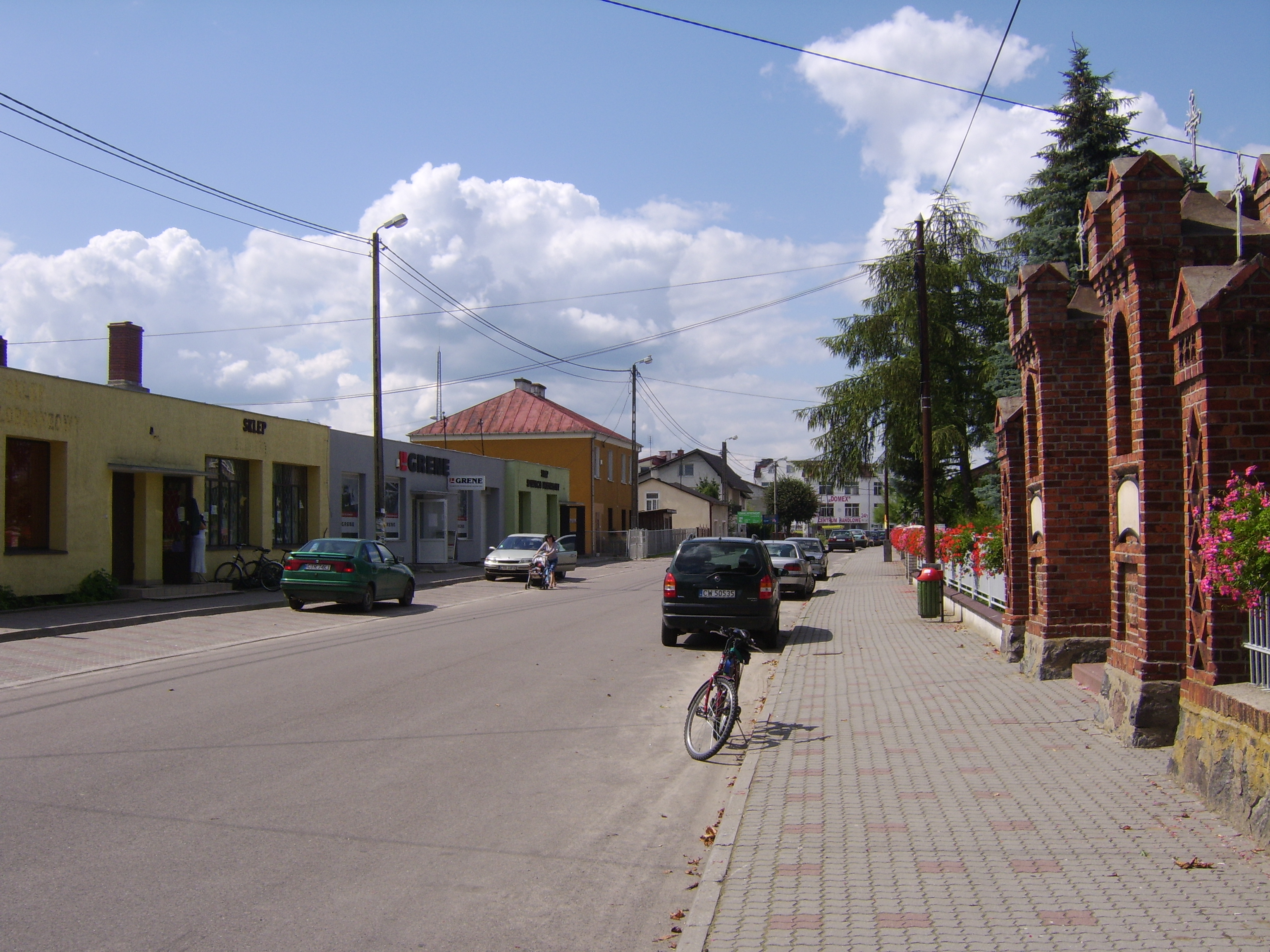
Ulica 3 maja w Czernikowie
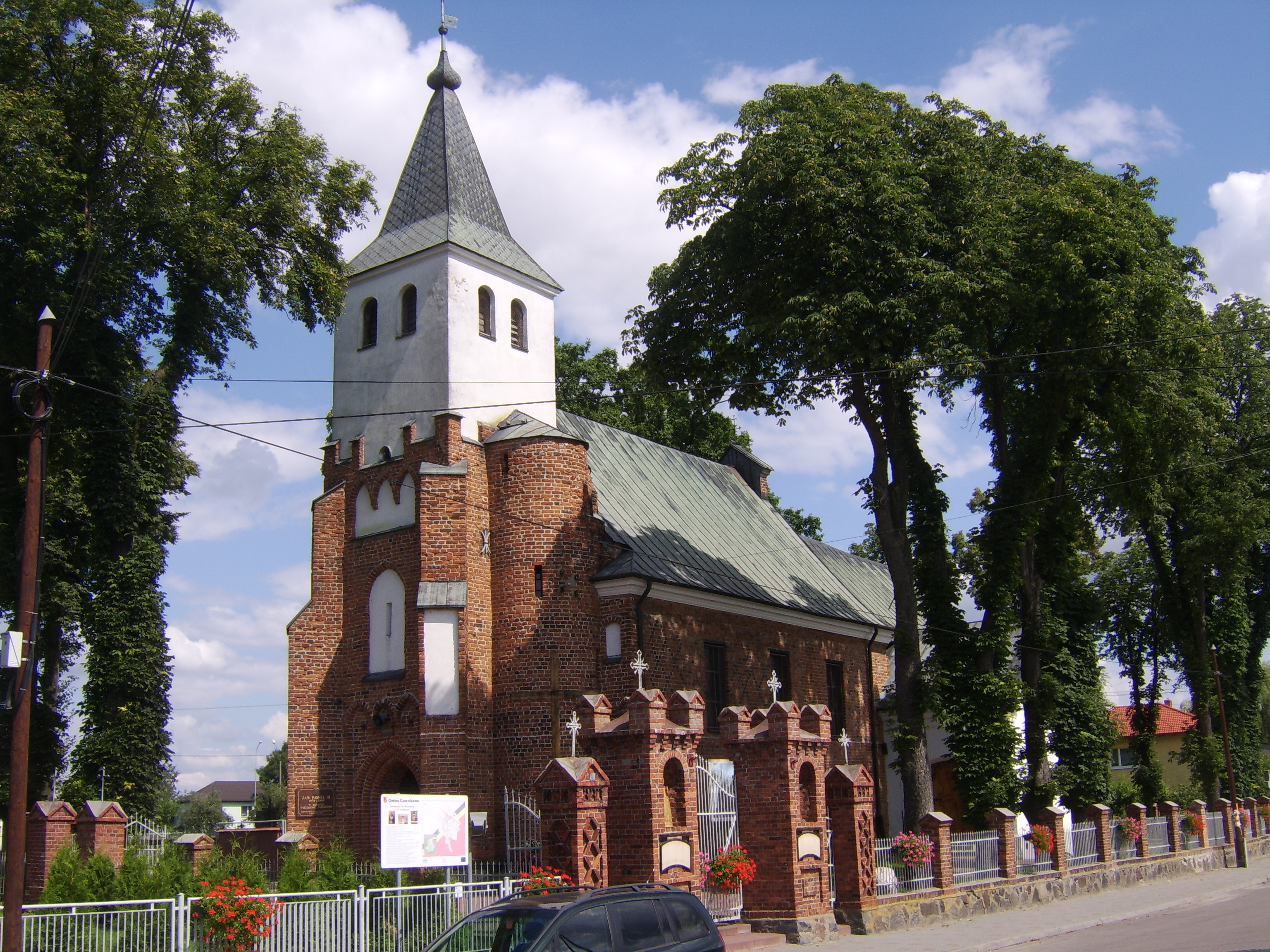
Kościół w Czernikowie
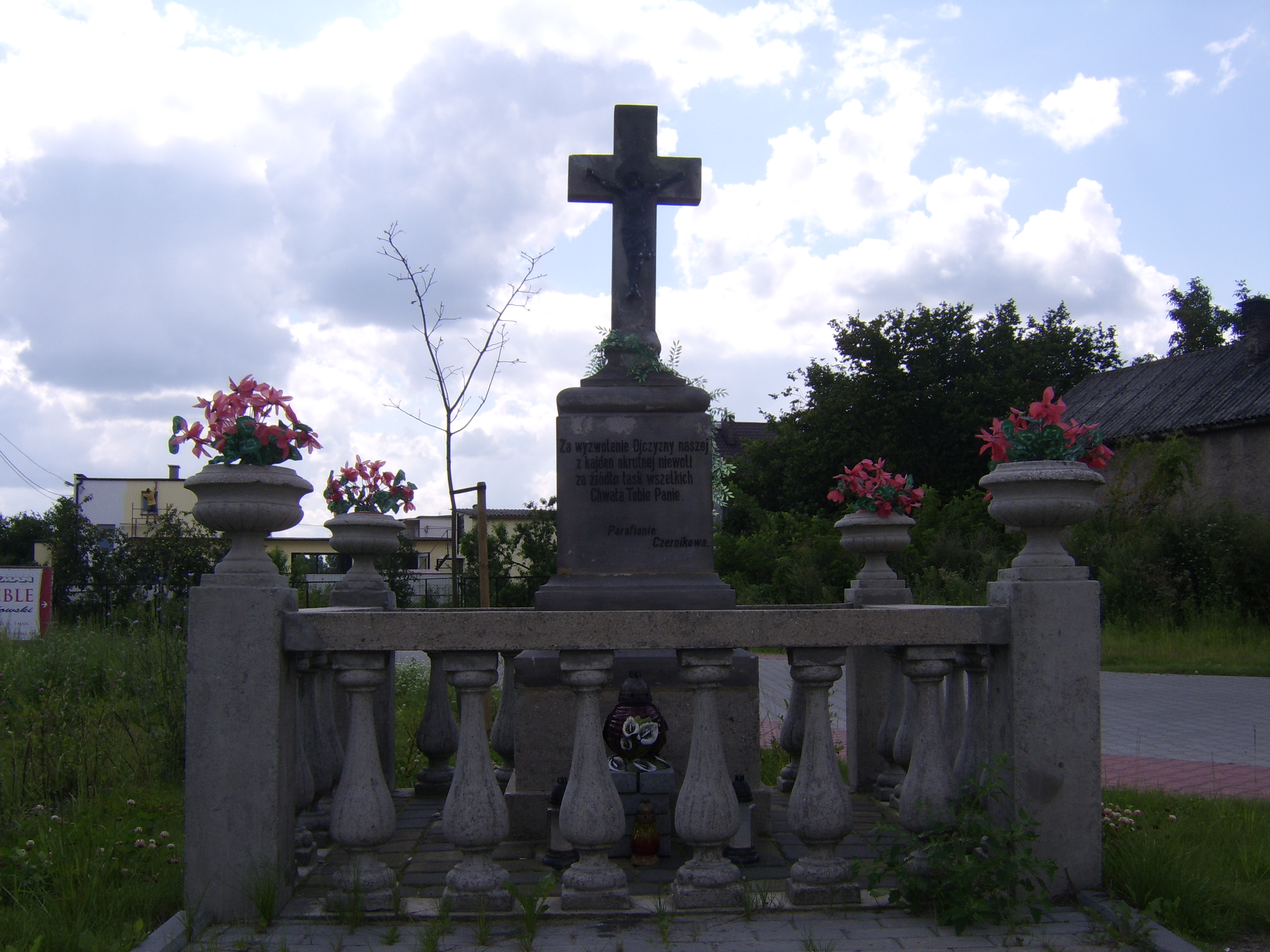
Przydrożny krzyż wotywny